# Nuttallia humilis
Nuttallia humilis là một loài thực vật có hoa trong họ Loasaceae. Loài này được (A. Gray) Rydb. mô tả khoa học đầu tiên năm 1913.